# 造士館

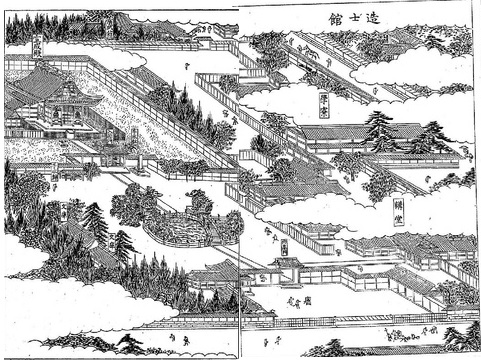
江戸期の造士館（三国名勝図会第二巻）

造士館（ぞうしかん、旧字体：造󠄁士館󠄁）は、鹿児島藩（薩摩藩）が江戸時代後期に設立した藩校。

## 沿革
創設
薩摩藩には早くから藩校を作る計画があったが、予算不足などの理由で長らく放置されていた。8代藩主・島津重豪はこのような実状に危惧を抱き、安永2年（1773年）、鹿児島城二ノ丸御門前に約3400坪の敷地を確保し、儒教の聖堂である「宣成殿」、講堂・学寮・文庫などを建設した。これが「造士館」の始まりである。初代館長には重豪気に入りの学者であった山本正誼が任命された。モデルになったのは江戸幕府の湯島聖堂、昌平坂学問所である。隣接する4139坪の敷地には弓道場・剣道や柔術などの道場が設けられ、こちらは初め「稽古所」、翌年「演武館」と命名された。剣術及び居合の師範に東郷実昉や大山角四郎貞政、田中喜助、和田源太兵衛助員、木藤太郎右衛門、鈴木弥藤次が選ばれた。また、槍術師範には天心鏡智流の梅田九左衛門がなった。
施設の拡充
安永3年（1774年）、重豪は漢方を学習する「医学院」を増設する。同8年（1779年）には吉野村（現鹿児島市吉野町）に「吉野薬園」を建設。同年、鹿児島城の東南に「明時館」を建設し、天文学を研究させ、天文館の由来となった。
近思録崩れの影
後述するように儒教に基づいた教育が行われていたが、次第に藩政の対立が儒教の教派の対立となって現れるようになり、文化4年には近思録党を「偽実学党」として非難した山本正誼が教授を免職される事態となり、造士館は大混乱に陥った。その後、緊縮財政の影響もあり、造士館での教育は停滞した。
島津斉彬の改革
嘉永4年（1851年）、11代藩主となった島津斉彬は停滞していた造士館の改革に乗り出した。従来の儒教と武芸教育にくわえて西洋の実学を学習の中心においたのである。教育方針は「修身・斉家・治国・平天下の道理を究め、日本国の本義を明らかにし、国威を海外に発揚すること」（安政4年（1857年）告諭）であった。緊迫する情勢に備えて、現実に対応できる素養のある人材の育成を急いだのである。桜島に造船所、仙巌園に西洋科学技術研究所及び製作所として集成館を建設、火薬、ガラス、塩酸などの試作を行い、電信線を開通させ、大砲・軍艦の建造など多大の成果を上げた。
斉彬の死後、一時衰えたが、島津久光が藩政の実権を握ると、教育内容の充実が再開され、万延元年（1860年）には中国語研究のための「達士館」、元治元年（1864年）には西洋式軍学や技術を専門に学ぶ「開成所」が設けられ、大勢の軍事技術者や英学者の養成に貢献した。開成所には造士館で優秀だった者が入学させられ、教師には石川確太郎、ジョン万次郎、前島密、上野景範らが名を連ねた。森有礼、長澤鼎ら薩摩藩英国留学生の多くはこの開成所洋学校の中から選ばれた。
廃藩置県以後
- 明治4年（1871年） - 本学校と改名。
  - 本学校は、県による教育行政を担い、小学・郷校の一段上に位置し、和・漢・洋の3学を教える中等程度の学校となった。在籍生は「中業生」と呼ばれた。小学卒の入学資格者が少なく、西郷隆盛による私学校の隆盛とは逆に募集困難で、明治8年（1875年）頃の在籍数は20名程度だった。
- 明治8年（1875年）5月 - 変則中学に組織改編。
  - 県庁に第五課（学務課）が設置され、本学校の教育行政部門が移管したもの。主幹は貴島平八。小学卒業生数の低迷により、正則中学の設立は困難であった。変則であれば、小学卒でなくともここで小学教育を履修できた。
- 明治9年（1876年）8月28日 - 准中学校と英語学校に分離・改組。
  - 文部省規定による組織改編。これにより変則中学の下級生は、付属小及び市立山下小に転校。「准中学」はドイツ語やフランス語を、「英語学校」は英語教育を中心とした課程であった。2校は、西南戦争により廃校となった。

現在、藩政時代の造士館が使用していた建物は全く残っていないが、鹿児島市磯地区の「異人館」「集成館」は、公立鹿児島学校が開校時に使用した。また、「異人館」は明治17年に鹿児島城址に移築され、後述の中学造士館や七高造士館が本館として使用したが、1936年に磯地区へ再度移築された。

## カリキュラム
入学は8歳。21～22歳で卒業することになっていた。基本的に儒教に基づく教育が行われ、藩士子弟の育成を目指していた。所定の日課割りによって和学、漢学、書道の三科を学び、演武館で武芸を鍛錬した。教科書には『孝経』、四書五経その他和漢の史書が基本として使用されており、これらを素読、講義、温習の方法で学習した。
山崎闇斎とのつながり
天保13年（1842年）、『孝経』『四書集注』『五経』などの儒教テキストを出版したが、それは山崎闇斎流の返り点が打たれた物であった。藩校の大半が儒教の中でも朱子学を奉じており、造士館でも同様であったが、特に闇斎派朱子学の教育を徹底させていたことが窺える。これは明治維新後、鹿児島県が最も廃仏毀釈の厳しかった県となったことなどに影響を落としていると考えられる。

## 関係者

### 近代の著名な出身者
鹿児島藩校で学び、明治維新後に著名な人物
- 西郷隆盛[2] - 維新の三傑の一人、明治維新政府参議
- 大久保利通[2] - 維新の三傑の一人、明治維新政府参議、内務省創設者、内務卿、大蔵卿
- 寺島宗則[3] - 外交官、明治維新政府参議、外務卿、文部卿、元老院議長、枢密院副議長
- 黒田清隆[4] - 第2代内閣総理大臣、農商務大臣、逓信大臣、開拓長官、枢密院議長
- 松方正義[5] - 第4代・第6代内閣総理大臣、大蔵大臣・大蔵卿、内務大臣・内務卿、貴族院議員、官選知事、枢密顧問官
- 山本権兵衛[6] - 第16代・第22代内閣総理大臣、外務大臣、海軍大臣
- 森有礼[2] - 文部大臣、商法講習所（現・一橋大学）創設者
- 大山巌[2] - 陸軍大臣、貴族院議員、大警視、開拓長官、枢密顧問官
- 高島鞆之助[7] - 陸軍大臣、拓殖務大臣、枢密顧問官
- 西徳二郎[8] - 外交官、外務大臣、枢密顧問官
- 長谷場純孝[9] - 鹿児島県会議員、衆議院議員、第14代・第17代衆議院議長、文部大臣
- 和泉邦彦[10] - 衆議院議員
- 折田彦市[11] - 文部官僚、教育者、旧制第三高等学校校長
- 川路利良 - 日本の警察の創設者、初代大警視（警視総監）
- 河島醇[12] - 外交官、大蔵官僚、衆議院議員、官選知事、貴族院議員
- 黒田清綱[13] - 官僚、元老院議官、貴族院議員、枢密顧問官、歌人
- 鮫島武之助[14] - 外交官、官僚、貴族院議員
- 鮫島尚信[15] - 外交官
- 末弘直方[16] - 内務・警察官僚、官選知事、福岡県小倉市長、福岡県八幡市長
- 千田貞暁[17] - 官選知事、貴族院議員
- 田尻稲次郎[14] - 経済学者、帝国大学法科大学教授、大蔵官僚（大蔵次官）、会計検査院院長、貴族院議員、東京市長
- 中井弘[18] - 外交官、元老院議官、貴族院議員、官選知事
- 長崎省吾[19] - 宮内官僚
- 中村博愛 - 外交官、工部官僚、元老院議官、貴族院議員
- 東一左右[10] - 鹿児島県高隈村長、鹿児島県会議員、衆議院議員
- 肥後静雄[10] - 鹿児島県会議員、衆議院議員
- 肥田景之[10] - 官僚、衆議院議員
- 平山太郎 - 文部官僚、東京図書館館長、第五高等中学校校長
- 村橋久成 - 開拓使官吏
- 吉原重俊[20] - 外交官、大蔵官僚、日本銀行初代総裁
- 有島武[14] - 大蔵官僚、実業家、東京市会議員
- 五代友厚[2] - 実業家、大阪商法会議所初代会頭
- 園田孝吉[14] - 外交官、銀行家、実業家
- 長澤鼎[15] - ワイナリー経営者
- 市来四郎[2] - 歴史家
- 重野安繹[3] - 漢学者、歴史家。
- 小牧昌業[3] - 漢学者、官選知事、貴族院議員
- 伊集院五郎[21] - 海軍軍人
- 上原勇作[22] - 陸軍軍人
- 大迫尚敏[12] - 陸軍軍人、学習院長
- 川上操六[6] - 陸軍軍人
- 篠原国幹[21] - 陸軍軍人
- 東郷平八郎[23] - 海軍軍人
- 松村淳蔵[15] - 海軍軍人
- 大島信（※）[24] - 内務官僚、衆議院議員
- 田代安定（※） - 植物学者、民俗学者・文化人類学者
- 山田直矢（※）[3] - 鉱山学者、実業家、帝国大学工科大学教授、三井鉱山役員

（※）廃藩置県直後の本学校等

### その他の関係者
- 伊地知正治（造士館講師） - 幕末～明治初期の軍学者、新政府軍参謀、明治維新政府参議